# 朱琳 (網球運動員)
朱琳（1994年1月28日—），生于江苏省无锡市，中国女子网球运动员。她在2015年温布尔登网球锦标赛上完成个人的大满贯首秀。2019年美国网球公开赛取得个人在大满贯赛的首场胜利。2023年澳洲網球公開賽首次進入女單16強，途中擊敗當時世界排名第六的瑪麗亞·莎卡瑞。於2023年泰國網球公開賽奪下生涯第一座WTA等級女單冠軍。